# Општина Паринча (Бакау)
Паринча (рум. Parincea) општина је у Румунији у округу Бакау.
Општина се налази на надморској висини од 288 m.